# APIPA
APIPA is een afkorting die staat voor Automatic Private IP Addressing. Met APIPA zullen DHCP-clients op een Microsoft-besturingssysteem zichzelf automatisch configureren met een IP-adres en een subnetmasker als er (nog) geen DHCP-server  beschikbaar is en geen vast IP-adres is ingesteld. DNS-server en routeradressen ontbreken dan in de IP-configuratie van de client. Mede hierdoor ontbreekt connectiviteit naar het internet. Clients die binnen hetzelfde netwerk voorzien zijn van een APIPA-adres kunnen onderling communiceren, al ontbreken veelal de services die dit ondersteunen.
APIPA controleert om de 5 minuten op de aanwezigheid van een DHCP-server. Als eenmaal een DHCP-server is gevonden stopt APIPA en de DHCP-server vervangt het APIPA-adres en het subnetmasker met dynamisch toegewezen adressen. Indien er veel APIPA-clients in een netwerk zijn veroorzaakt dit veel broadcastverkeer.
IANA (Internet Assigned Numbers Authority) heeft de reeks 169.254.0.1 t/m 169.254.255.254 gereserveerd  voor APIPA-gebruik. Hierdoor is het gegarandeerd dat een APIPA-adres geen conflict zal krijgen met routeerbare adressen.
De client zal uit deze reeks zichzelf van een IP-adres voorzien. Tevens zal hij gebruik blijven maken van dit zelf-geconfigureerde IP-adres tot een DHCP-server beschikbaar is.
APIPA is een term uit de wereld van Microsoft Windows. 
Andere besturingssystemen spreken over Link-local, Zero Configuration Networking of Zeroconf.
In alle moderne Windowsversies (behalve Windows NT) bestaat deze dienst.